# EIPC
EIPC (イー・アイ・ピー・シー) はEMBEDDED IP COMMUNITY (エンベデッド・アイピー・コミュニティ) の略で、組み込み技術者向けポータル。
開発スピードや技術の高度化が求められている組み込み開発において、IPベンダーとセットメーカーの橋渡し的役割を狙う。

## 概要
ミドルウェア／オペレーティングシステム／ドライバ／ハードウェアIP (Intellectual property) ／デバイスなど組み込み機器開発に必要な製品情報の他、それら製品を利用する際に関係する販売代理店、実績のあるシステムインテグレーターなどの情報を集約。製品検索や機能比較、適合情報などが閲覧できる他、その技術の導入実績、その技術をサポートできる代理店といった高度な情報がポータル内で簡単に調べることができる。

## 設立背景
モノづくり技術の進歩が目覚しい近年、これまで以上の開発スピードや技術の高度化が求められている。組み込み関連業界では、効率的な開発と最適な技術選定のための情報活用や、企業間コミュニケーションの潤滑化が課題となっていた。組み込み関連の情報を統合的に集約／提供するEmbedded IP Communityを通じて、情報の活用と企業間の情報連携を支援していく。

## 機能
主な機能は以下の通り。
- 最新情報のニュース表示
- 製品情報検索・比較
- 製品の適合情報
- 製品の導入実績・関連情報
- 掲載企業へのクイックコンタクト／一括問い合せ
- Facebook、Google+との連携

## 運営組織
2013年11月に富士ソフトが開設、運営を行う。